# Paragonia oedipodaria
Paragonia oedipodaria là một loài bướm đêm trong họ Geometridae.